# Goffredo di Villehardouin
Goffredo di Villehardouin (Castello di Villehardouin, 1160 – Messinopoli, 1213) è stato uno storico e generale francese; partecipò alla conquista di Costantinopoli nel corso della Quarta crociata ed alla formazione dell'Impero Latino con Baldovino VIII di Fiandra.
Fu uno dei più noti cronisti del periodo della Quarta Crociata, sulla quale scrisse la cronaca della conquista di Costantinopoli (13 aprile 1204):  De la Conquête de Constantinople. Il testo è il più antico di prosa narrativa in francese dell'epoca che sia pervenuto fino ad oggi. Dopo la crociata divenne Maresciallo di Champagne e di Romania.

Stemma di Goffredo di Villehardouin

## Biografia
Goffredo nacque nel castello di Villehardouin, sito a circa 30 km ad est della città di Troyes, fra Arcis-sur-Aube e Bar-sur-Aube, nell'attuale dipartimento dell'Aube. La data di nascita (1160) è solo presunta: certo è che dovette nascere fra il 1150 e il 1164. Proveniente da famiglia di nobile stirpe, verso il 1190 fu nominato siniscalco della Champagne e probabilmente accompagnò il suo signore, conte Enrico II di Champagne, alla terza crociata (1189 – 1192). Allorché, per porre rimedio all'insuccesso di quest'ultima si dovette ricorrere ad una quarta crociata, Goffredo aderì ad essa nel corso di un torneo che il successore di Enrico, Tebaldo III di Champagne, aveva organizzato nel 1199.
Nel 1201 Goffredo fu nominato dal comandante designato della quarta crociata, Tebaldo III di Champagne, ambasciatore presso la repubblica di Venezia, allo scopo di negoziare il trasporto dei crociati in Terrasanta. La morte improvvisa di Tebaldo (24 maggio 1201) rese necessaria la nomina di un altro comandante e Goffredo appoggiò in questo Bonifacio I del Monferrato. I crociati, raccoltisi a Venezia non si diressero subito verso la Palestina ma, non essendo in grado di pagare ai veneziani l'intero costo del loro trasporto, accettarono di recarsi prima a Zara per riconquistarla alla città di Venezia cui Zara si era ribellata.
Zara fu conquistata nel 1202 e Alessio IV, nipote dell'imperatore di Bisanzio Alessio III, promise ai crociati, in cambio della deposizione dello zio e della sua intonazione, denaro e la ricomposizione dello scisma del 1054. Questa ultima proposta fu appoggiata dai veneziani del doge Enrico Dandolo ed accettata da Bonifacio I del Monferrato, sempre nella speranza di chiudere il debito con i veneziani e poter finanziare la crociata stessa. Tuttavia la popolazione di Bisanzio non accettò la supremazia religiosa di Roma, promessa da Alessio IV e questi, non essendo stato riconosciuto dalla città, ricorse ai crociati che dopo un assedio iniziato a fine giugno, la notte fra il 17 ed il 18 luglio la conquistarono.
Alessio fu insediato sul trono ad agosto ma dovette accettare di condividere il potere con il padre Isacco II. I rapporti con i crociati si guastarono e questi pretesero che Alessio onorasse gli impegni presi a Zara: poiché ciò non avvenne, le truppe crociate, in massima parte francesi, occuparono la città ed instaurarono un nuovo impero, l'Impero Latino (1204). La corona imperiale fu affidata a Baldovino V di Fiandra.
Goffredo fu uno dei capi militari del nuovo impero e Baldovino lo insignì del titolo di “maresciallo di Romania”. Nel 1205 Baldovino fu sconfitto dai Bulgari ad Adrianopoli (14 aprile 1205) e fu fatto prigioniero. Goffredo condusse molto abilmente la ritirata delle truppe imperiali ed in riconoscimento dei suoi servigi Bonifacio I del Monferrato, divenuto intanto re di Tessalonica, gli diede la sovranità sulla città di Messinopoli in Tracia, ove presumibilmente finì i suoi giorni.

## Opere
Nel 1207 egli iniziò la sua cronaca della Quarta Crociata, Histoire de la conquête de Constantinople ovvero Chronique des empereurs Baudouin et Henri de Constantinople ove descrisse la cronaca degli avvenimenti tra il 1198 et 1207. Egli li espose in francese e non in latino, in buono stile. Tuttavia il suo punto di vista è unilaterale, poiché l'obiettivo suo di buon trovatore fu quello di fare l'apologia dei capi della crociata. Egli trascurò quindi i dettagli relativi alle ragioni del cambiamento dell'obiettivo originario della medesima.
Il suo racconto viene solitamente comparato con quelli del cavaliere francese di minor rango, Roberto de Clari, di Niceta Coniata, ufficiale di rango elevato dell'esercito bizantino, storico e testimone oculare dei fatti che narra, e di Gunther di Pairis (circa 1150 – circa 1220), un monaco cistercense, che narra gli eventi nella prospettiva di un confratello, l'abate Martino, che era al seguito della crociata.

### Edizioni
- (FR)  L'histoire ou chronique du seigneur Geoffroy de Ville-Hardouin, mareschal de Champagne & de Romanie. Representee de mot a mot en ancienne langue francaise, d'un vieil exemplaire escrit a la main, ... Contenant la conqueste de l'empire de Constantinople faicte par des Barons francois, consederez & vnis auec les seigneurs Venitiens, l'an. 1204. A Lyon: par les heritiers de Guillaume Rouille, 1601.
- (FR)  Histoire de l'empire de Constantinople sous les empereurs francois, divisee en deux parties, dont la première contient l'histoire de la conquete de la ville de Constantinople par le francois & les venitiens, ecrite par Geoffroy de Ville-Hardouin..., a cura di Charles Dufresne Du Cange, 2 voll., Paris: de l'imprimerie Royale, 1657.
- (FR)  Geoffroy de Villehardouin, La conquête de Constantinople, éditée et traduite par Edmond Faral., 2 voll., Les Belles Lettres, Paris, I ed. 1938-39; II ed. revue et corrigée, Les Classiques de l'Histoire de France au Moyen Age 18, 1961.
- (FR)  De la conqueste de Constantinoble par Joffroi de Villehardouin et Henri de Valenciennes, Edition faite sur des manuscrits nouvellement reconnus et accompagnee de notes et commentaires par  m. Paulin Paris; ed. Jules Renouard, Paris, 1838.
- (FR)  Geoffroy de Villehardouin, La conquête de Constantinople, chronologie et préface par Jean Dufournet, Garnier-Flammarion, Paris, 1969; rist., 2004, ISBN 2080711970.
- Geoffroy de Villehardouin, La conquista di Costantinopoli, Introduzione, traduzione e note di Fausta Garavini, Collezione Enciclopedia di autori classici n.68, Boringhieri, Torino, 1962; SE, Milano, 1989-2024, ISBN 978-88-672-3896-5.
- Goffredo di Villehardouin, La conquista di Costantinopoli, Introduzione, commento e traduzione di Alessandro Meliciani, Collana Fragmenta, Procaccini, Napoli, 1992.
- (EN)  Chronicles of the Crusades. Jean de Joinville and Villehardouin, traduzione di Margaret R.B. Shaw, Penguin Classics, London, 1963, ISBN 0-14-044124-7.

## Discendenza
Un figlio di Goffredo, Erardo, fu il primo signore di Villehardouin. Il nipote (figlio di un fratello) omonimo Goffredo, che lo aveva seguito nella crociata e si era particolarmente distinto guadagnandosi la stima sia di Baldovino di Fiandra che quella di Bonifacio del Monferrato, fu il primo principe di Acaia, titolo e signoria (una parte della Morea, cioè del Peloponneso) appositamente create per lui.